# Atienza
Atienza è un comune spagnolo di 398 abitanti (2022) situato nella comunità autonoma di Castiglia-La Mancia.

## Storia
Cittadina di origine medievale, fortificata e con numerose chiese romaniche e gotiche.